# 부산대학교치과병원
부산대학교치과병원(釜山大學校齒科病院, Pusan National University Dental Hospital)은 치의학에 관한 교육·연구와 진료를 하게 함으로써 치의학의 발전을 도모하고 부산·경남권 국민의 구강보건 향상에 기여하기 위하여 설립된 대한민국 교육부 산하 기타공공기관이다. 부산대학교에서 독립법인화한 부산대학교병원의 부설기관에서 2011년 9월 분리되어 독립법인화하였으며, 연면적 1만2443m2(3764평), 지하 1층, 지상 5층 규모에 40병상, 200진료대를 갖추고 있다. 경상남도 양산시 물금읍 금오로 20에 위치하고 있다.

## 연혁
- 1957년 1월 7일 부산대학교병원 내 치과 개설
- 2007년 4월 12일 부산대학교치과병원(양산) 착공
- 2009년 9월 21일 부산대학교치과병원 준공
- 2009년 10월 5일 부산대학교치과병원 진료개시
- 2009년 11월 11일 부산대학교치과병원 개원
- 2011년 9월 1일 부산대학교치과병원 법인 설립등기[6]
- 2013년 2월 1일 부산대학교치과병원 치의학연구소 설립

## 진료과목
- 구강악안면외과
- 치과보철과
- 치과교정과
- 소아치과
- 치주과
- 치과보존과
- 구강내과
- 영상치의학과
- 치과마취과
- 중앙기공실
- 치과종합진료실
- 전문진료센터
- 임상검사실
- 약국

## 소속기관
- 치과진료센터